# Motoriseret køretøj
Et motoriseret køretøj eller motorkøretøj er et køretøj med monteret motor. Det kan fx være en bil, knallert eller motorcykel.

## Motoriserede køretøjsarter til vejtrafik efter danske regler[kilde mangler]
| Art            | Beskrivelse |
| -------------- | --- |
| Personbil M1   | Bil, som er beregnet til befordring af højst 9 personer inkl. føreren, og som har en tilladt totalvægt på ikke over 3.500 kg. |
| Personbil M2   | Bus, som er beregnet til befordring af mere end 9 personer inkl. føreren, og som har en tilladt totalvægt på ikke over 5.000 kg, samt bil, som er beregnet til befordring af højst 9 personer inkl. føreren, og som har en tilladt totalvægt på over 3.500 kg. |
| Personbil M3   | Bil, som er beregnet til befordring af mere end 9 personer inkl. føreren, og som har en tilladt totalvægt på over 5.000 kg, samt ledbus uanset tilladt totalvægt.                                                                                              |
| Varebil N1     | Bil, som er beregnet til godstransport, og som har en tilladt totalvægt på ikke over 3.500 kg. |
| Lastbil N2     | Lastbil, som er beregnet til godstransport, og som har en tilladt totalvægt på over 3.500 kg, men ikke over 12.000 kg. |
| Lastbil N3     | Lastbil, som er beregnet til godstransport, og som har en tilladt totalvægt på over 12.000 kg. |
| Campingbil     | Bil, som er indrettet til beboelse. Bil med tilladt totalvægt på ikke over 3.500 kg anses som personbil M1, mens bil med tilladt totalvægt på over 3.500 kg anses som personbil M2/M3.                                                                         |
| Sovebus        | Personbil M2 eller M3, som er indrettet således, at alle eller nogen af passagersæderne kan omdannes til liggepladser. Sæde, hvor ryglænet kan lænes max. 45 grader bagud, anses ikke som liggeplads.                                                          |
| Lille knallert | Knallert med en konstruktivt bestemt maksimal hastighed på ikke over 30 km/t. |
| Stor knallert  | Knallert med en konstruktivt bestemt maksimal hastighed på over 30 km/t, men ikke over 45 km/t. |
| Motorcykel     | Motorcykel. |

| Trafik | Spire Denne trafikartikel er en spire som bør udbygges. Du er velkommen til at hjælpe Wikipedia ved at udvide den. |